# Warren Zevon (musikalbum)
Warren Zevon är Warren Zevons andra studioalbum och det lanserades 1976 på Asylum Records. Skivan spelades in 1975 och producerades av Jackson Browne. Linda Ronstadt spelade samma år in låten "Hasten Down the Wind" och döpte även sitt sjunde studioalbum efter den. Även om Warren Zevon fick bra kritik sålde inte skivan särskilt bra och låg endast kort på Billboard 200-listan i USA.

## Låtlista
(alla låtar skrivna av Warren Zevon)
1. "Frank and Jesse James" – 4:33
2. "Mama Couldn't Be Persuaded" – 2:53
3. "Backs Turned Looking Down the Path" – 2:27
4. "Hasten Down the Wind" – 2:58
5. "Poor Poor Pitiful Me" – 3:04
6. "The French Inhaler" – 3:44
7. "Mohammed's Radio" – 3:40
8. "I'll Sleep When I'm Dead" – 2:56
9. "Carmelita" – 3:32
10. "Join Me in L.A." – 3:13
11. "Desperados Under the Eaves" – 4:45

## Listplaceringar
- Billboard 200, USA: #189[1]